# Corso Vittorio Emanuele II (Milano)
Corso Vittorio Emanuele II, già corsia dei Servi, è una delle strade più importanti del centro di Milano. Collega piazza del Duomo a piazza San Babila. È parte di un'ampia zona pedonale (che comprende anche piazza Mercanti e via Dante). Vi si aprono numerosi negozi di marche internazionali che lo rendono uno dei principali centri di acquisti cittadini.

## Storia

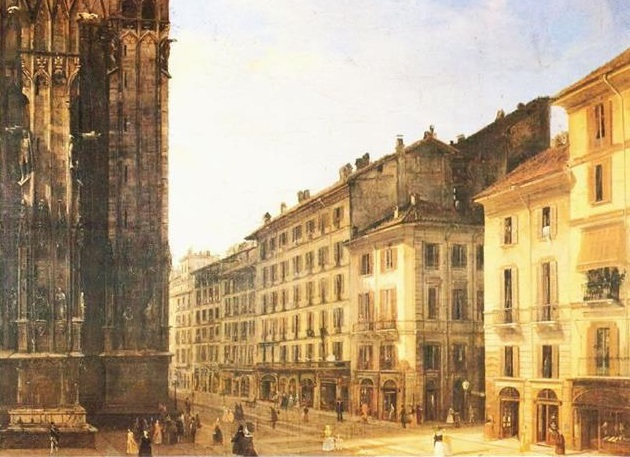
L'inizio del futuro Corso Vittorio Emanuele II intorno al 1840

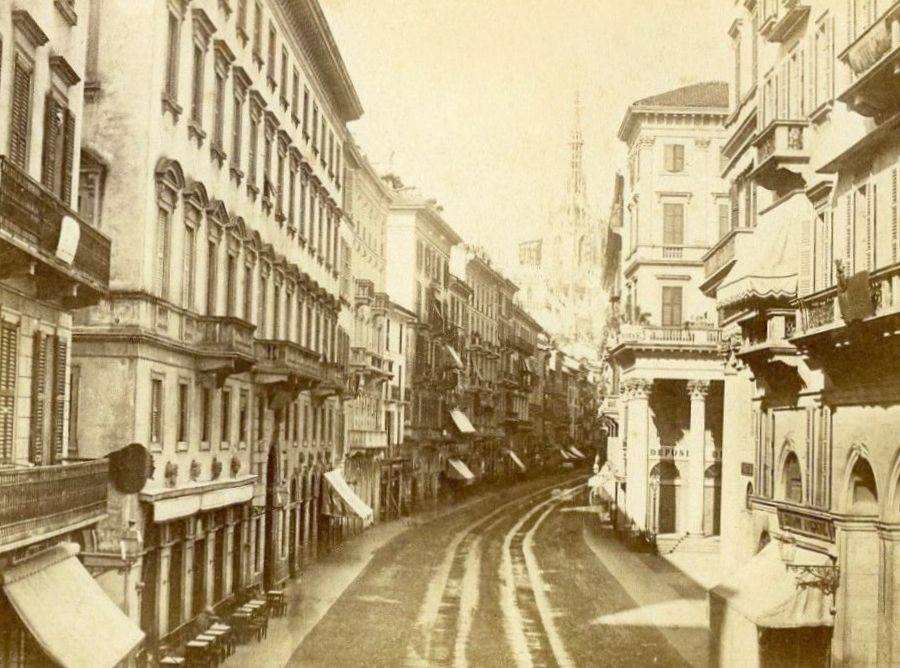
Corso Vittorio Emanuele II nel 1870

Corso Vittorio Emanuele II intorno al 1929

La strada ha origine molto antica: nell'epoca romana era l'arteria che portava verso nord-est, successivamente prese il nome di corsia dei Servi (secoli XVII e XVIII) ed era il primo tratto della strada che a Milano congiungeva piazza Duomo alla Porta orientale. 
Prendeva il nome dal convento dei servi di Maria, che officiavano la chiesa di Santa Maria. Alessandro Manzoni, nei Promessi sposi, sulla base dei fatti storici a cui si è ispirato, pone in corsia dei Servi il forno delle Grucce (in milanese: el Prestin di Scansc), assaltato dal popolo in rivolta.
L'antica corsia dei Servi fu regolarizzata ed ampliata negli anni venti e trenta del XIX secolo: le vecchie case di origine medievale furono sostituite da palazzi di maggior prestigio in stile neoclassico. A metà del corso sorse appunto, attorno al 1830, l'edificio più monumentale: la chiesa di San Carlo al Corso.
Dopo i lavori, la strada prese il nome di corso Francesco, in onore dell'imperatore e re Lombardo-Veneto e, con l'unità d'Italia, divenne corso Vittorio Emanuele II, nome rimasto anche sotto la repubblica. Gli edifici, in gran parte bombardati, furono ricostruiti spesso integralmente modificati, ricavando una doppia fila di portici. 
Fu inoltre la prima strada di Milano ad essere pedonalizzata, a metà degli anni ottanta. In quegli stessi anni perse, però, una delle sue caratteristiche: quella della concentrazione dei cinematografi di prima visione. Molti di essi sono stati oggi rimpiazzati da grandi marchi della moda.
Alla metà circa del corso, sotto i portici del lato nord, si trova una scultura in marmo di epoca imperiale, detta Uomo di pietra, sulla quale nei secoli passati vi era l'usanza di affiggere composizioni satiriche e invettive nei confronti dei personaggi in vista, come accadeva con il più celebre Pasquino a Roma.
Presso la chiesa di San Carlo nacque l'attività del centro culturale "la Corsia dei Servi" intorno a figure dotate di un forte carisma come padre David Maria Turoldo e Camillo De Piaz, che erano stati il punto di riferimento per i cattolici che parteciparono alla Resistenza. Lo stesso impegno caratterizzò l'attività del dopoguerra, con l'appoggio alle iniziative di don Zeno Saltini, il fondatore di Nomadelfia, a cui parteciparono sette frati distaccati dal convento di San Carlo. 
La Chiesa tuttavia intervenne pesantemente, costringendo al rientro i frati. Sotto la guida di padre Camillo De Piaz si continuò brevemente l'attività, ma successivamente proseguì come semplice associazione privata trasferita di sede e con il nome di "Nuova Corsia dei Servi". Il vecchio nome è stato poi ripreso per indicare le attività culturali cattoliche svolte presso il convento dei Servi.

## Edifici notevoli
Sul lato sinistro:

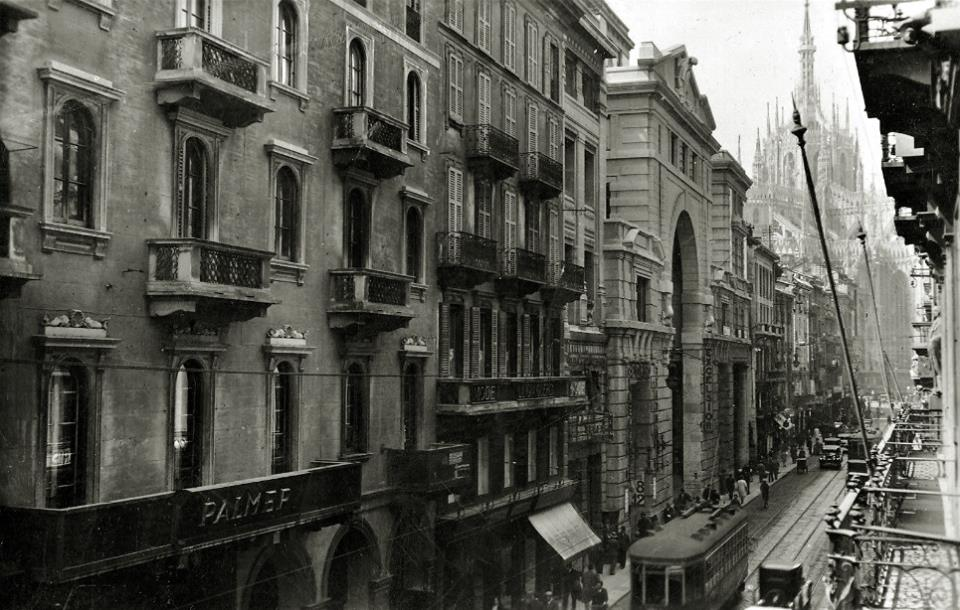
Corso Vittorio Emanuele II negli anni trenta del XX secolo

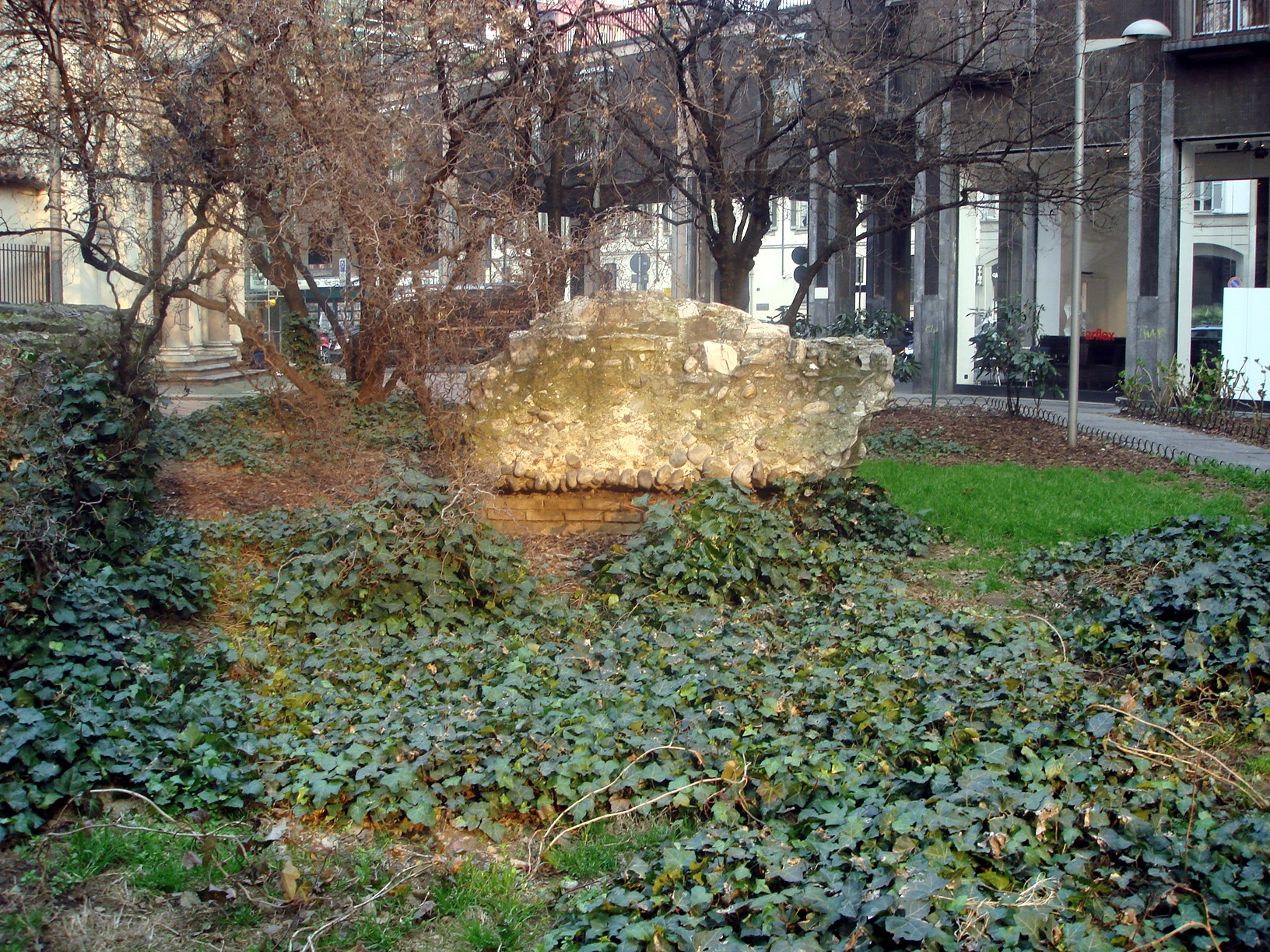
Resti delle terme Erculee in largo Corsia dei Servi

- all'angolo con piazza del Liberty 4 la Torre Tirrena, costruita dal 1956 al 1957 su progetto di Eugenio ed Ermenegildo Soncini[4];
- al n. 37 (all'angolo con piazza San Babila e corso Matteotti) il cosiddetto "Palazzo del Toro", costruito dal 1935 al 1939 su progetto di Emilio Lancia e Raffaele Merendi[5].

Sul lato destro:
- al n. 6 un edificio per abitazioni e uffici, costruito dal 1960 al 1963 su progetto di Giovanni e Lorenzo Muzio[6];
- al n. 8 i Magazzini Bonomi, costruiti dal 1902 al 1907 su progetto di Angelo Bonomi[7];
- poco oltre, il complesso della Galleria del Corso, costruito dal 1926 al 1930 su progetto di Pier Giulio Magistretti[8];
- ai nn. 24-28 un complesso per uffici, abitazioni, negozi e cinematografi, costruito dal 1968 al 1972 su progetto dello studio BBPR[9].

## Largo Corsia dei Servi
Il nome "Corsia dei Servi" è stato ripreso da uno spiazzo pubblico di un edificio di fronte alla chiesa, di proprietà all'epoca dell'Unione Manifatture.
Nel piazzale ci sono i resti delle terme Erculee, di epoca imperiale romana.

### Cultura hip-hop

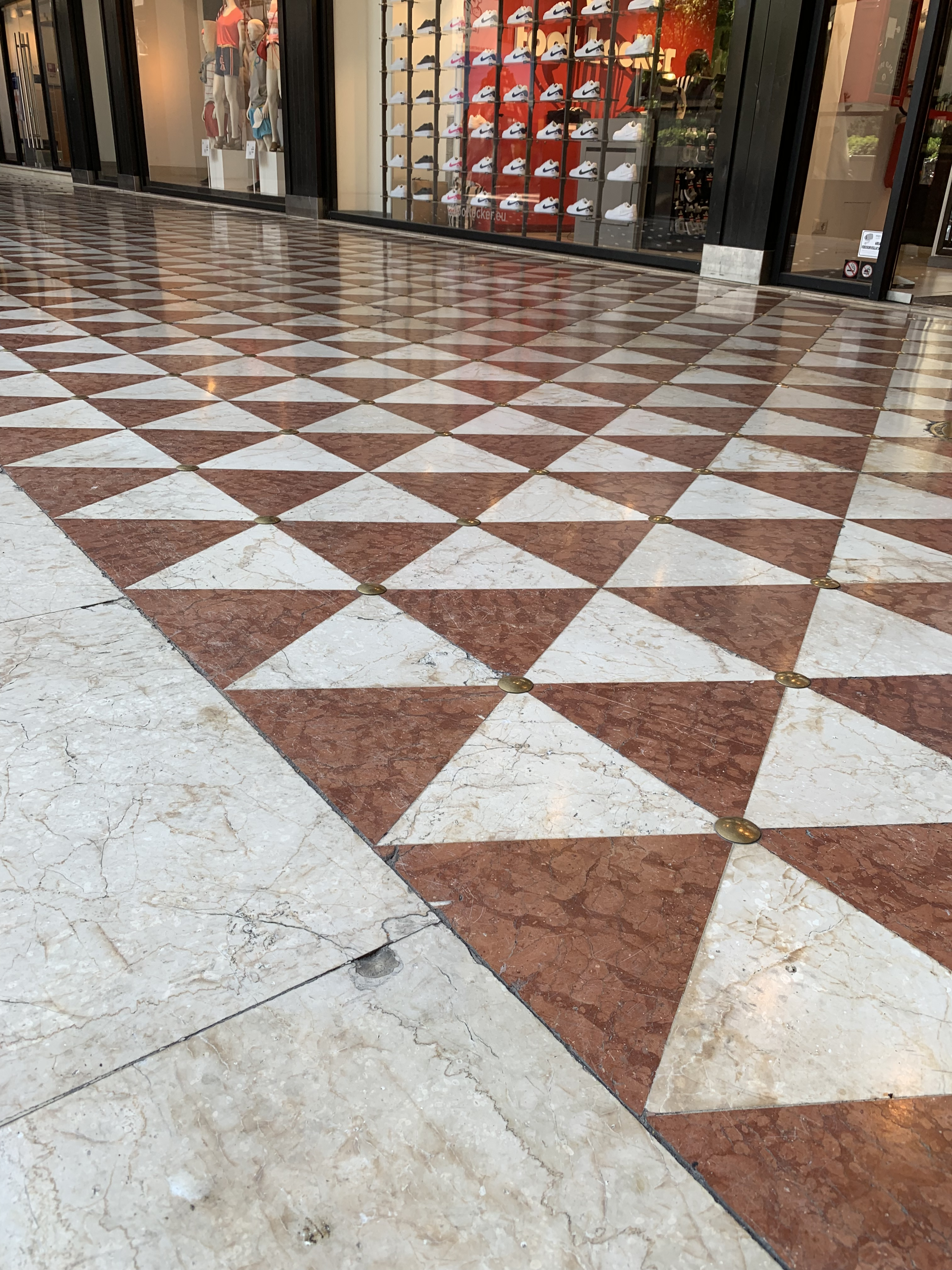
Pavimento largo Corsia dei Servi. Da notare le borchie montate nei primi anni 2000 per impedire l'esecuzione dei passi di break dance

Quest'area è divenuta celebre per essere stata, tra la metà degli anni '80 e la fine anni '90, un abituale luogo di ritrovo della comunità hip hop milanese, denominata la "compagnia del muretto" per l'abitudine dei membri di sedersi sui muri che circondano i resti delle terme. Molti rapper italiani oggi celebri come gli Articolo 31, Marracash e i Club Dogo o crew come i Bandits infatti, cominciarono la propria attività frequentando le persone che qui erano solite radunarsi per condividere il loro interesse per questa cultura.
Ancora oggi, in corrispondenza dei pavimenti situati sotto i portici del largo, sono presenti delle borchie di rame montate nei primi anni duemila per impedire l'esecuzione di passi di break dance.

## Trasporti
- Duomo
- San Babila